# Olympische Jugend-Sommerspiele 2018/Teilnehmer (Libyen)
| Gelbes Symbol für Goldmedaillen mit stilisierten Olympischen Ringen | Graues Symbol für Silbermedaillen mit stilisierten Olympischen Ringen | Braundes Symbol für Bronzemedaillen mit stilisierten Olympischen Ringen |
| ------------------------------------------------------------------- | --------------------------------------------------------------------- | ----------------------------------------------------------------------- |
| —                                                                   | —                                                                     | —                                                                       |

Die Jugend-Olympiamannschaft aus Libyen für die III. Olympischen Jugend-Sommerspiele vom 6. bis 18. Oktober 2018 in Buenos Aires (Argentinien) bestand aus zwei Athleten.

## Athleten nach Sportarten

### Judo
Jungen
- Mohammed Almishri
Klasse bis 66 kg: 13. Platz
Mixed: 9. Platz (im Team Seoul)

### Taekwondo
Jungen
- Sulayman Alqade
Klasse bis 55 kg: 9. Platz